# الملباج (حبيش)

تعديل مصدري - تعديل

الملباج محلة تابعة لقرية وشير، التابعة لعزلة جبل خضراء بمديرية حبيش إحدى مديريات محافظة إب في الجمهورية اليمنية، بلغ تعداد سكانها 58 حسب تعداد اليمن لعام 2004.